# ランバン

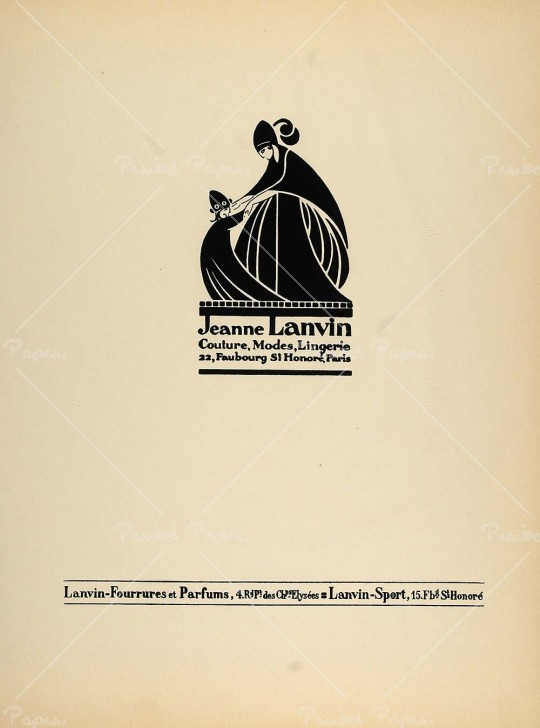
母親が娘に優しく傾くロゴ画（ポール・イリブ (fr) 作, 1927年）

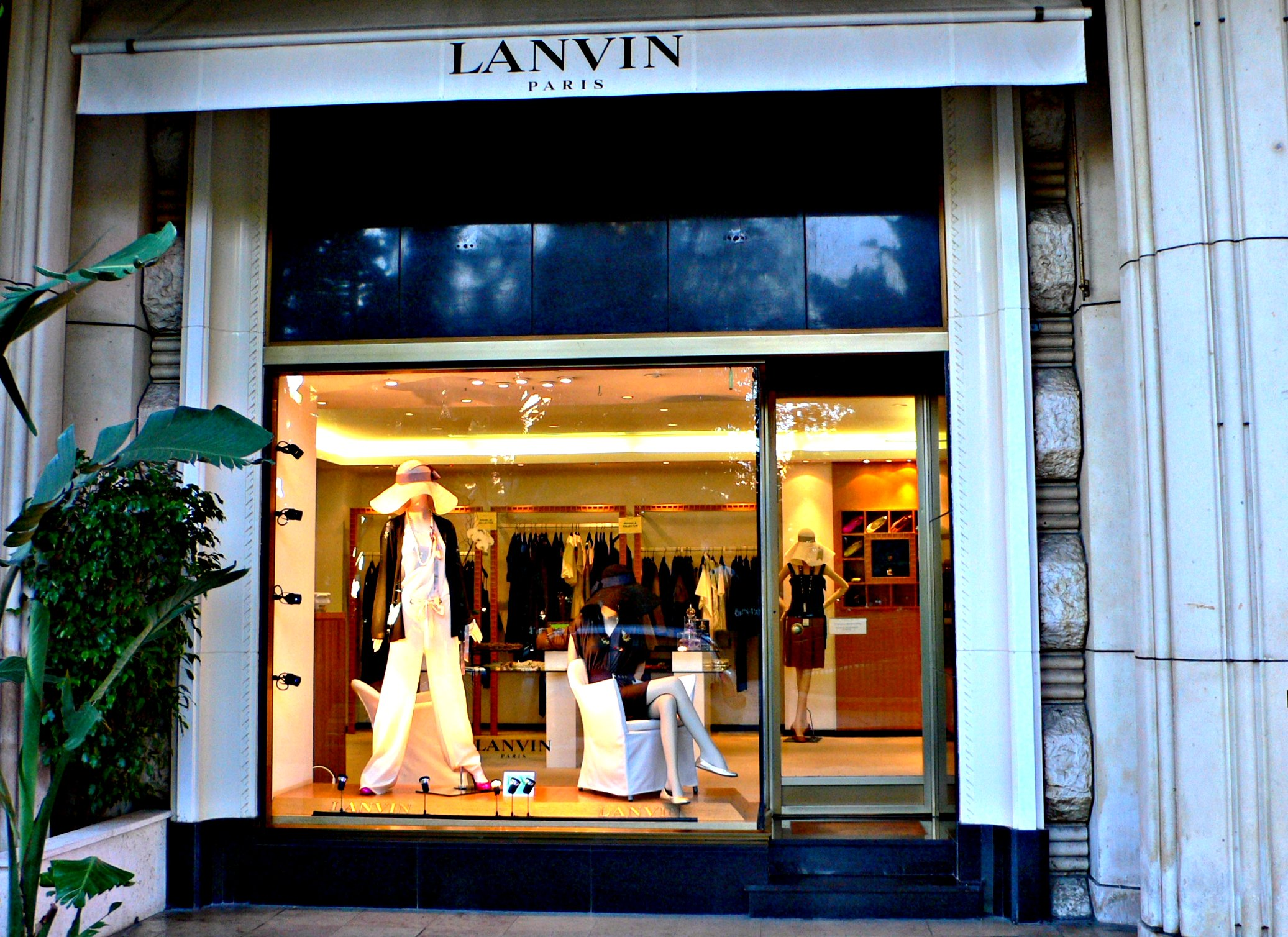
モナコの路面店（2004年）

「ランバン 」(LANVIN) は、フランスのファッションブランドである。

## 概要
ジャンヌ・ランバン（1867年1月1日 - 1946年7月6日）によって1889年のフランス・パリで創業されたブランドで、婦人・紳士向け既製服、香水、ならびにアクセサリーなどを展開。「バーバリー」などと並んで、現代服飾ブランドとしては最も歴史の長い部類に入るとされている。2018年2月に中国企業の復星国際が買収した。
2019年1月から、元ロエベのブルーノ・シアレッリがクリエイティブ・ディレクターに就任した。レディス・コレクションは2015年まではアルベール・エルバスがアーティスティック・ディレクターを務めていた。ランバンの伝統的なエレガンスと女性を美しく見せるデザインは好評であったが、エルバスが不透明な経営に難色を示したとの噂もある通り経営陣と対立。突然解任された。さらには労働組合と経営側が裁判でぶつかる出来事もあった。エルバス解任後、2016年からはブシェラ・ジェラールがデザインを担当。さらにオリビエ・ラピデュスが2017年から2シーズンにわたり務めたのち、社内のデザインチームが担当していた。メンズウェアにおいては、2005年から2018年までルカ・オッセンドライバーがデザインチームの指揮を取っていた。

## 歴史
1889年にパリ8区のフォーブル・サントノーレ通り22番地にジャンヌ・ランバンが開業した帽子店を起源とする。ジャンヌが娘のために作ったドレスが話題を呼び、ランバンは親子服、さらにレディースファッションのブランドへと成長した。1920年代からメンズウェアの展開も開始している。

## 日本での展開
メインブランド「LANVIN」のほか、日本のアパレル企業とのライセンス契約により日本向けラインとして「LANVIN en Bleu」（ランバン・オン・ブルー）や「LANVIN COLLECTION」（ランバン・コレクション）なども展開している。また、イタリアの眼鏡メーカーや、日本の製靴メーカーともライセンス契約を締結している。
メインブランド商品については自社の日本法人が輸入取り扱いを担当していたが、2019年8月に解散した。また、日本向けラインはラメール、ジョイックスコーポレーション、デサントなど国内企業が取り扱っている。